# Dicranomyia chlorella
Dicranomyia chlorella là một loài ruồi trong họ Limoniidae. Chúng phân bố ở miền Australasia.